# Soplicowo (Otwock)
Soplicowo – część miasta Otwocka, położona w jego południowej części.
Dawniej kolonia urzędnicza założona w 1921 roku jako miasto-ogród na rozparcelowanych około 115 morgach wykupionych z majątku Wawrzyńców w gminie Glinianka. Tereny te podzielono pomiędzy 50 udziałowców, spośród których każdy otrzymało 2 morgi. 12 morg przeznaczono do celów publicznych. Powstała tam szkoła, targ, park, kaplica i boisko. Wkrótce Soplicowo rozszerzono o kolejne 150 morg, wykupionych z majątku Otwock Wielki. Autorem rozplanowania kolonii był F. Michalski, architektami natomiast – Józef Sigalin i Jerzy Gelbard.
1 października 1932 kolonię Soplicowo wyłączono z gminy Glinianka i włączono do Otwocka.
Nazwa Soplicowo, a także nazwy ulic nawiązują do dzieła Mickiewicza pt. Pan Tadeusz, jako hołd dla Michała Andriollego, ilustratora tegoż poematu.